# Powiat Monbetsu
Powiat Monbetsu (jap. 紋別郡 Monbetsu-gun) – powiat w Japonii, w prefekturze Hokkaido, w podprefekturze Ohōtsuku. W 2024 roku liczył 36 451 mieszkańców.

## Miejscowości
- Engaru
- Nishiokoppe
- Okoppe
- Ōmu
- Takinōe
- Yūbetsu